# Nezahualpilli

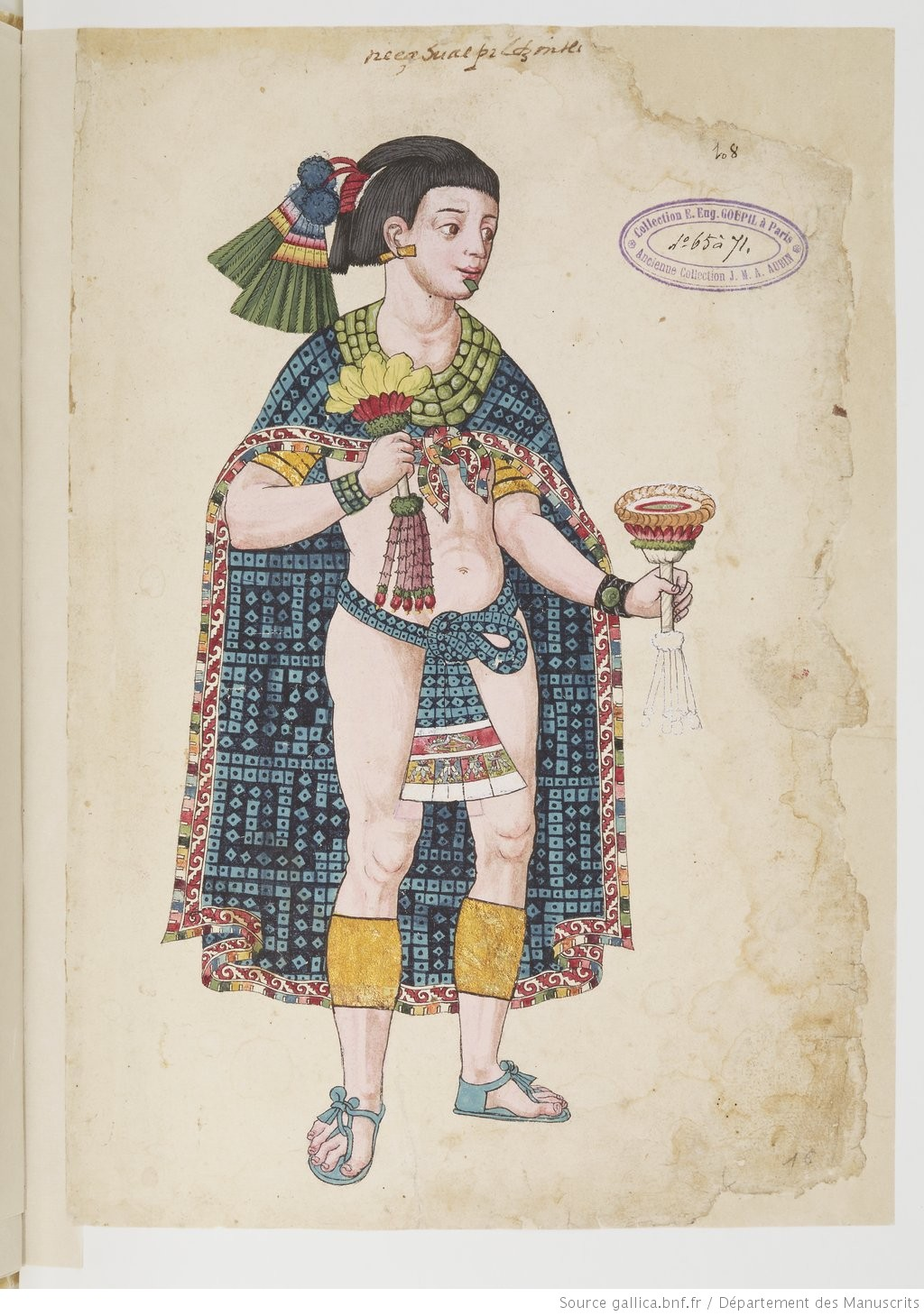
Nezahualpilli in de Codex Ixtlilxochitl

Nezahualpilli (1464-1515) was koning van Acolhuacan, een deelstaat van het Azteekse Rijk. Na de dood van zijn vader Nezahualcoyotl in 1472 werd hij door de adel gekozen als zijn opvolger.
Hij was een dichter, net als zijn vader. Er werd van hem gezegd dat hij de vader was van 144 kinderen. Hij stond bekend als een milde leider. Hij schafte de doodstraf af voor een aantal misdaden. Hij probeerde de politieke onafhankelijkheid te bewaren tijdens de groeiende macht van de Azteekse hoofdstad Tenochtitlan.
Er is maar een gedicht van hem bewaard gebleven, 'Icuic Nezahualpilli yc tlamato huexotzinco' (lied van Nezahualpilli tijdens de oorlog met Huexotzinco)
Nezahualpilli werd opgevolgd door zijn zoon Cacamatzin.